# Zubák
Zubák (ungarisch Trencsénfogas – bis 1907 Zubák) ist eine Gemeinde im Nordwesten der Slowakei, mit 830 Einwohnern (Stand 31. Dezember 2024), die zum Okres Púchov, einem Teil des Trenčiansky kraj, gehört.

## Geographie

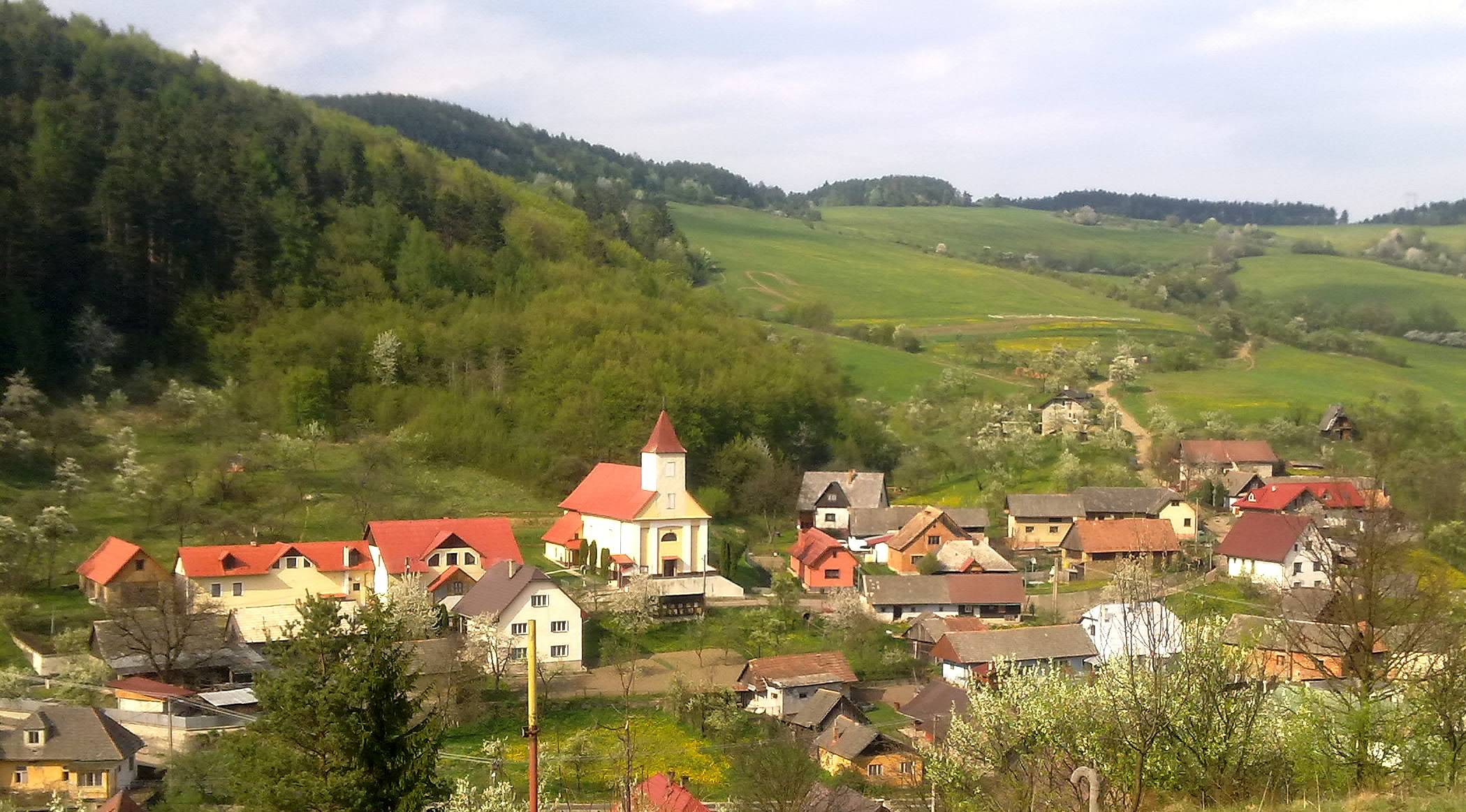
Blick auf Zubák

Die Gemeinde befindet sich im Nordteil der Weißen Karpaten im bewaldeten oberen Tal des Baches Zubák, nahe der Grenze zu Tschechien. Das Ortszentrum liegt auf einer Höhe von 430 m n.m. und ist 19 Kilometer von Púchov entfernt.
Nachbargemeinden sind Záriečie im Norden, Mestečko im Nordosten, Dohňany im Osten, Horná Breznica im Südosten, Lednica im Süden, Študlov und Střelná (beide in Tschechien) im Westen und Lysá pod Makytou im Nordwesten.

## Geschichte
Zubák wurde zum ersten Mal 1471 als Zwbaky schriftlich erwähnt, weitere historische Namen sind Zwbak (1475) und Zubak (1598). Das Dorf lag im Herrschaftsgebiet der Burg Lednica. 1598 standen 12 Häuser im Ort, 1720 hatte er eine Mühle und 24 Steuerpflichtige. 1784 hatte die Ortschaft 154 Häuser, 173 Familien und 923 Einwohner, 1828 zählte man 144 Häuser und 1237 Einwohner, die als Landwirte und Waldarbeiter beschäftigt waren.
Bis 1918 gehörte der im Komitat Trentschin liegende Ort zum Königreich Ungarn und kam danach zur Tschechoslowakei beziehungsweise heute Slowakei.

## Bevölkerung
| Jahr                | 1994 | 2004    | 2014    | 2024    |
| ------------------- | ---- | ------- | ------- | ------- |
| Anzahl der Personen | 917  | 916     | 860     | 830     |
| Unterschied         |      | −0,10 % | −6,11 % | −3,48 % |

| Jahr                | 2023 | 2024    |
| ------------------- | ---- | ------- |
| Anzahl der Personen | 838  | 830     |
| Unterschied         |      | −0,95 % |

Gemäß der Volkszählung 2011 wohnten in Zubák 876 Einwohner, davon 864 Slowaken, vier Tschechen und ein Magyare. Sieben Einwohner machten keine Angabe zur Ethnie.
811 Einwohner bekannten sich zur römisch-katholischen Kirche, 12 Einwohner zur Evangelischen Kirche A. B. und ein Einwohner zur griechisch-katholischen Kirche; ein Einwohner bekannte sich zu einer anderen Konfession. 18 Einwohner waren konfessionslos und bei 33 Einwohnern wurde die Konfession nicht ermittelt.

## Bauwerke und Denkmäler
- römisch-katholische Wendelinuskirche im gemischten barock-klassizistischen Stil aus dem Jahr 1806